# Troglopina
Troglopina es una tribu de coleópteros polífagos de la familia Melyridae.

## Géneros
| - Afrotroglops Wittmer, 1985 - Attalusinus Leng, 1918 - Brachemys Abeille de Perrin, 1890 - Brachyattalus Wittmer, 1988 - Callotroglops Abeille de Perrin, 1890 - Cephalogonia Wollaston, 1862 - Cephaloncus Westwood, 1863 - Chalicorus Erichson, 1840 - Dinometopus Gorham, 1900 - Embrocerus Peyron, 1877 | - Matopius Champion, 1922 - Mesopezus Jacobson, 1911 - Morphotroglops Wittmer, 1985 - Paradinometopus Wittmer, 1985 - Psiloderes Peyron, 1877 - Staphylotroglops Evers, 1966 - Troglomorphus Wittmer, 1996 - Troglops Erichson, 1840 - Youngatroglops Wittmer, 1985 |